# Tjockfotad fladdermus
Tjockfotad fladdermus (Tylonycteris pachypus) är en däggdjursart som först beskrevs av Coenraad Jacob Temminck 1840.  Tylonycteris pachypus ingår i släktet Tylonycteris och familjen läderlappar. IUCN kategoriserar arten globalt som livskraftig.
Inga underarter finns listade i Catalogue of Life. Wilson & Reeder (2005) skiljer mellan fem underarter.
Denna fladdermus förekommer i sydvästra Indien och i Sydostasien. Utbredningsområdet där sträcker sig från södra Kina till Borneo och Java. Kanske finns arten även på centrala Filippinerna. Habitatet utgörs av tropiska regnskogar med bambu som undervegetation samt av odlingsområden. I bergstrakter når arten 1250 meter över havet. Djuret vilar bland annat i håligheter i tjocka bambustjälkar. Ibland observeras upp till 40 individer i samma gömställe. De äter termiter och andra ryggradslösa djur. Parningen sker i oktober och november. Dräktigheten varar 84 till 91 dagar och sedan föds tvillingar eller bara en unge. Ungarna diar sin mor 5 till 6 veckor och sedan är de självständiga. Åtta till nio månader efter födelsen blir ungarna könsmogna. Honor kan känna sina ungar med hjälp av kroppslukten och genom avvikande läten.
Individerna når en kroppslängd (huvud och bål) av 3,5 till 5,0 cm och en svanslängd av cirka 2,5 till 3,5 cm. Underarmarna som bestämmer djurets vingspann är ungefär 2 till 3 cm långa. Den tjockfotade fladdermusen blir 3,5 till 5,8 gram tung. Som namnet antyder har arten tjockare handflator och fotsulor. Svansen omslutas helt av flygmembranen mellan bakbenen (uropatagium).